# Federação Bangladexiana de Voleibol
A Federação Bangladexiana de Voleibol (em bengali: বাংলাদেশ ভলিবল ফেডারেশন; em inglêsː Bangladesh Volleyball Federation, BFV) é uma organização fundada em 1976 que governa a pratica de voleibol em Bangladexe, sendo membro da Federação Internacional de Voleibol e da Confederação Asiática de Voleibol, a entidade é responsável por organizar os campeonatos nacionais de  voleibol masculino e feminino no país.